# Ebuild
Un Ebuild è uno script bash scritto per il Portage di Gentoo Linux.

## Struttura
Ogni applicazione presente nel portage tree ha il proprio ebuild che, invocato con "emerge $nome_ebuild" compila e installa il programma e tutte le dipendenze necessarie in modo completamente automatico.
I file degli ebuild di solito hanno il nome nella forma "nome-versione.ebuild".

## Tipi di ebuild
Secondo la filosofia Gentoo, la maggior parte degli ebuild sono scritti per installare le applicazioni dai sorgenti, ma alcuni ebuild sono progettati per i binari. Alcune applicazioni, ad esempio, sono: Libreoffice, Mozilla Firefox e Rust, per citarne alcune. Data la loro mole, possono impiegare molto tempo, anche giorni in alcuni casi, per venire compilate; per comodità gli utenti possono usare gli ebuild binari, che si distinguono per il suffisso "-bin" (es: firefox-bin).

Altri ebuild installano meta-pacchetti (ad esempio kde-base/kde-meta per installare tutte le componenti dell'ambiente desktop KDE) o pacchetti virtuali.

## Esempio
Questo è un ebuild di esempio per il programma GCC-11.1
```
## Copyright 1999-2021 Gentoo Authors
# Distributed under the terms of the GNU General Public License v2

EAPI="7"

PATCH_VER="2"

inherit toolchain

KEYWORDS="~alpha ~amd64 ~arm ~arm64 ~hppa ~ia64 ~m68k ~mips ~ppc ~ppc64 ~riscv ~s390 ~sparc ~x86"

RDEPEND=""
BDEPEND="${CATEGORY}/binutils"

src_prepare() {
	if has_version '>=sys-libs/glibc-2.32-r1'; then
		rm -v "${WORKDIR}/patch/21_all_disable-riscv32-ABIs.patch" || die
	fi

	toolchain_src_prepare
}

```